# Сенегальская мобула
Сенегальская мобула, или малая мобула (лат. Mobula hypostoma) — вид хрящевых рыб рода мобул семейства орляковых скатов отряда хвостоколообразных надотряда скатов. Эти скаты обитают в тропических прибрежных и пелагических водах западной части Атлантического океана. Встречаются на глубине от 3 до 69 м. Максимальная зарегистрированная ширина диска 120 см. Грудные плавники этих скатов срастаются с головой, образуя ромбовидный диск, ширина которого превосходит длину. Рыло массивное, плоское, передний край почти прямой с выемкой посередине. Часть грудных плавников преобразована в головные плавники. У основания хвоста расположен спинной плавник, шип на хвосте отсутствует. Окраска дорсальной поверхности диска чёрного цвета.
Подобно прочим хвостоколообразным сенегальские мобулы размножаются яйцеживорождением. Эмбрионы развиваются в утробе матери, питаясь желтком и гистотрофом. Эти скаты представляют интерес для коммерческого промысла, мясо высоко ценится.

## Таксономия
Впервые вид был научно описан в 1831 году. Видовой эпитет происходит от слова др.-греч. ὑπό — «ниже», «меньше» и др.-греч. στόμα — «рот». Морфологическое сходство мобул затрудняет видовую идентификацию. В восточной Атлантике обитают малые гвинейские мобулы, которых путают с сенегальскими.

## Ареал
Сенегальские мобулы обитают в тропических водах западной Атлантики от Северной Каролины, США, до северного побережья Аргентины, включая Мексиканский залив, Большие и Малые Антильские острова. Они распространены у берегов Антигуа и Барбуды, Багамских островов, Барбадоса, Бразилии, Кубы, Доминики, Доминиканской Республики, Гренады, Гуадалупи, Гаити, Ямайки, Мартиники, Мексики, Пуэрто-Рико, Сент-Люсия и США (Флорида, Джорджия, Северная Каролина, Южная Каролина). Эти скаты встречаются на глубине от 3 до 69 м.

## Описание
Грудные плавники сенегальских мобул, основание которых расположено позади глаз, срастаются с головой, образуя ромбовидный плоский диск, ширина которого превышает длину, края плавников имеют форму заострённых («крыльев»). Голова широкая и плоская, с расставленными по бокам глазами. Позади глаз под местом вхождения грудных плавников в туловище расположены крошечные полукруглые брызгальца. Передняя часть грудных плавников преобразована в небольшие так называемые головные плавники. У основания хвоста находится маленький спинной плавник. Шип у основания хвоста отсутствует. На вентральной поверхности диска имеются 5 пар жаберных щелей, рот и ноздри. Максимальная зарегистрированная ширина диска 120 см. Окраска дорсальной поверхности диска чёрного цвета.

## Биология
Сенегальские мобулы встречаются поодиночке, небольшими группами и довольно многочисленными стаями. Эти стремительные рыбы способны совершать прыжки над водой. Подобно прочим хвостоколообразным они относятся к яйцеживородящим рыбам. Эмбрионы развиваются в утробе матери, питаясь желтком и гистотрофом. В помёте как правило один новорождённый. Самцы и самки достигают половой зрелости при ширине диска 114 и 111 см, соответственно. В ходе спаривания самец и самка расположены друг к другу вентральными сторонами диска. Спаривание продолжается около 10 минут. Рацион состоит из мелких стайных рыб и планктона.
На сенегальских мобулах паразитируют моногенеи Mobulicola enantiomorphica и цестоды Rhabdotobothrium anterophallum.

## Взаимодействие с человеком
Сенегальские мобулы являются объектом коммерческого промысла. Мясо высоко ценится, из печени получают жир. Данных для оценки Международным союзом охраны природы охранного статуса вида недостаточно.